# Дамар (Канзас)
Дамар (енгл. Damar) град је у америчкој савезној држави Канзас.

## Демографија
По попису из 2010. године број становника је 132, што је 23 (-14,8%) становника мање него 2000. године.
| Група             | 2000.       | 2010.       |
| Белци             | 149 (96,1%) | 129 (97,7%) |
| Афроамериканци    | 6 (3,9%)    | 0 (0,0%)    |
| Азијати           | 0 (0,0%)    | 2 (1,5%)    |
| Хиспаноамериканци | 0 (0,0%)    | 0 (0,0%)    |
| Укупно            | 155         | 132         |